# Ana Cacopardo
Ana María Cacopardo (Necochea, 15 de mayo de 1965) es una periodista, presentadora, realizadora audiovisual, guionista y documentalista argentina. Actualmente conduce el ciclo televisivo Historias debidas, en Canal Encuentro.

## Biografía

### Infancia y educación
Ana María Cacopardo nació el 15 de mayo de 1965 en la ciudad de Necochea, provincia de Buenos Aires, Argentina. En 1986 egresó de la Facultad de Periodismo y Comunicación Social de la Universidad de La Plata, y cursó estudios de Historiografía en la Facultad de Humanidades de la misma universidad. Asimismo, realizó cursos de posgrado en el Instituto Oficial de Radio y Televisión Española, en Madrid. Además, en la escuela de cine de San Antonio de los Baños, hizo un posgrado en realización de documentales.

### Carrera
Entre el 2000 y el 2002 estuvo a cargo de la conducción del ciclo televisivo Historias debidas, el cual era emitido por Canal 7 Argentina. Tiempo después condujo el mismo ciclo en Canal Encuentro. En su programa entrevistó a figuras de la agenda social y cultural iberoamericana, tales como Isabel Allende, Carmen Argibay, Ernesto Cardenal, Luzmila Carpio, Lila Downs, Leonardo Favio, Liliana Felipe, Nilda Fernández, Eduardo Galeano, Macarena Gelman, Álvaro García Linera, Víctor Gaviria, Amaranta Gómez Regalado, Susy Shock, Otilia Lux, Elena Poniatowska, Jorge Sanjinés, Alejandro Solalinde, Héctor Tizón, Rosalina Tuyuc, Camila Vallejo y Daniel Viglietti, entre otros.
En 2002 realizó junto a Eduardo Mignogna y Pablo Spinelli el documental Cartoneros de Villa Itatí, el cual se emitió por el canal Telefé en diciembre de 2004. Este último ganó el Festival Latinoamericano de Cine y Video (Rosario, 2004) y del V Festival Internacional de Cine y Derechos Humanos (Buenos Aires, 2004) y participó de diferentes muestras y festivales internacionales en Alemania, Brasil, Canadá, Italia y México. Entre 2004 y 2011 fue directora ejecutiva de la Comisión por la Memoria de la Provincia de Buenos Aires.
En 2005, Cacopardo fue miembro del jurado en la Sección Derechos Humanos del Festival Internacional de Cine de Mar del Plata. Entre este último año y 2006, fue productora ejecutiva del ciclo de televisión educativa Explora, Ciencias Naturales, para el Canal Encuentro, a su vez que en 2006 codirigió junto a Ingrid Jaschek Un claro día de justicia; documental realizado para Canal 7 Argentina sobre el juicio y la condena al excomisario general Miguel Etchecolatz. En marzo de 2007, Un claro día de justicia participó en la sección «Memoria en movimiento» del Festival Internacional de Cine de Mar del Plata, y recibió el premio al mejor largometraje del IX Festival Internacional de Cine y Derechos Humanos (Buenos Aires, mayo de 2007). En 2007 integró el Consejo Consultivo Internacional de la Procuración de Derechos Humanos de Guatemala.
En 2009 codirigió junto a Andrés Irigoyen el documental Ojos que no ven. En junio de ese año, el documental obtuvo los premios a mejor película, mejor film (sección Cárceles) y el premio del público en el XI Festival Internacional de Cine y Derechos Humanos, celebrado en Buenos Aires. En diciembre de 2009, recibió el Premio Mercosur en el marco del III Atlantidoc (Festival Internacional de Cine Documental del Uruguay), realizado en Montevideo. En abril de 2010 recibió el Premio Mejor documental en el VI Festival Contra el Silencio Todas las Voces de México. En octubre de 2009 integró la selección oficial en el XV Festival de Cine de Pamplona, y en noviembre de 2009 fue premiada en el Festival Internacional de Cine de Bogotá (Colombia) y en el Festival Internacional de Cine de Lovaina (Bélgica).
En noviembre de 2010, Cacopardo integró el Jurado Internacional del 52 Festival Internacional de Cine Documental y Cortometraje de Bilbao (España), y en diciembre de ese mismo año ganó con la serie documental Mundo aparte el concurso para productoras nacionales con antecedentes convocado por el INCAA (Instituto Nacional de Cine), en Buenos Aires, para producción de contenidos para la televisión digital terrestre.

## Filmografía
- 2001: Cartoneros[7]
- 2003: Cartoneros de Villa Itatí (mediometraje),[8][9]
- 2006: Un claro día de justicia (mediometraje),[8] como directora y guionista
- 2007: Secreto y confidencial, historias de persecución (cortometraje), como guionista; aparece como sí misma[10]
- 2009: Ojos que no ven (documental), como directora y guionista
- 2013: A 40 años del golpe de Pinochet
- 2013: Historias debidas: especial Pablo Ferreyra (mediometraje), como ella misma[8]

## Premios y reconocimientos
- 2014: Premios Martín Fierro de Cable 2014 (película de televisión), como sí misma; nominada como «mejor presentadora de televisión».
- 2020: Premios Democracia por su programa “Historias debidas”.[11]